# Сатпрем
Сатпрем (30 октомври 1923 г. – 9 април 2007 г.) е френски писател и последовател на Майката (Мира Алфаса), духовна сътрудничка на Шри Ауробиндо.

## Биография
Сатпрем е роден в Париж. През Втората Световна война е член на Френското съпротивително движение срещу окупацията на Франция от Нацистка Германия. Арестуван от Гестапо през 1943 г., прекарва година и половина в нацистки концлагери. Потресен от преживяното, след войната започва да се интересува от Екзистенциализма на Андре Жид и Андре Малро. Пътува до Египет и след това до Индия, където за кратко време работи като социален работник във Френската колониална администрация на Пондичери в Бенгалския залив. Там попада на „новата еволюция“ на Шри Ауробиндо и Майката (Мира Алфаса). Напуска службата си като социален работник и заминава за Френска Гвиана, където прекарва година в изследователска дейност, след което следват Бразилия и Африка.
През 1953 г.(на тридесет годишна възраст) се завръща в Индия. Прекарва няколко години в Ашрама на Шри Ауробиндо, който след 1950 г. вече е под ръководството на Майката. Следват пътувания отново до Бразилия, Конго, Нова Зеландия, Афганистан и Хималаите, след което отново се завръща в Ашрама.
На 3 март 1957 г. Майката му дава името Сатпрем, което означава „Този, който обича истински“.
В продължение на 19 години той е най-близкият довереник на Майката, която споделя с него уникалните си опити по трансформация на тялото. Повечето са били записани на магнитен носител, а впоследствие Сатпрем ги публикува в 13 тома на Mother's Agenda. Също така, под нейно ръководство той издава книгата "Шри Оробиндо, или авантюрата на съзнанието", която става най-популярната встъпителна книга за визията на Шри Ауробиндо и Майката (издадена през 1964 г.)
През 1972 г. и 1973 г. написва, отново под напътствията на Майката, книгата По пътя към свръхчовечеството (On the Way to Supermanhood, издадена през 1974 г.)
Сатпрем разказва, че след 19 май 1973 г. или шест месеца преди смъртта на Майката е имал съвсем оскъдни посещения в нейната стая.
И въпреки това има доказателства, които са записани на аудио касети, че Майката е навлезнала в „каталептичен транс“ или състояние на безсъзнание, в което дори няма сърдечен пулс.
Жорж Ван Фрекем (Georges Van Vrekhem) казва, че Майката е постигнала формирането на Супраментално тяло в тънкото физическо (вж.Интегрална йога) и нейното физическо тяло е остатъка, подобно на какавидата, която остава празна, след като гъсеницата се превърне в пеперуда.

След смъртта (Махасамадхи) на Майката, 
 под заплахата от конфискуване на разговорите му с Майката от 1962 г. до 1973 г., Сатпрем избягва с всички аудио касети от Ашрама и се установява в Сините планини в Южна Индия, където транскрибира и подготвя за публикуване 13-те тома на „Аджендата“, като в същото време пише трилогията „Мер“ (Майка) – Божественият Материализъм, Новият вид, Мутацията на смъртта.
През юли 1977 г. Сатпрем основава „Институт за еволюционни изследвания“ в Париж.
1982 г. е годината, в която се издават 13-те тома на „Аджендата“ на френски език, и Сатпрем смята, че неговата работа на външен план е завършена. През следващата година, той и Суджата (последователка от ашрама), решават да се оттеглят от светския живот (точно както Шри Ауробиндо през 1926 г.) и да се отдадат изцяло на трансформацията на клетъчното съзнание на тялото и реализацията на новата еволюция на новия Човек. През 1981 г. Сатпрем издава книгата „Разумът на клетките“, а през 1985 г. „Живот без смърт“, написана съвместно с Люк Вене.
След седем години започва да издава поредица от книги, базирани на неговия личен опит и преживявания на духовния път. През 1989 г. написва „Бунтът на Земята“, последвана от „Еволюция II“, където той пита: „След Човека – Какво?“, но въпросът е „След Човека – Как?“. През 1994 г. излиза „Писма на един бунтовник“ в два тома, автобиографична коренспондеция. През 1995 г. написва „Трагедията на Земята – от Софокъл до Шри Ауробиндо“, която представлява едно много важно послание към човечеството, за действие срещу цикъла на смъртта. През 1998 г. излиза „Ключът за приказките“ и през 1999 г. – „Неандерталецът гледа отвисоко“. През 2000 г. – „Легендата за бъдещето“ и през 2002 г. „Спомените на един Патагониец – Предисторически и Следисторически разказ“ и „Философията на любовта“. През 2008 г. е публикувана последната му книга, от ИЕИ (Институт за еволюционни изследвания), „Птицата Доел“.
През 1999 г. Сатпрем започва издаването на „Записки за един Апокалипсис“, от които първите девет тома на френски са вече публикувани, а само първите два тома са преведени на английски език.
Сатпрем напуска този свят на 9 април 2007 г.
Неговата духовна спътничка Суджата Нахар го последва на 4 май 2007 г.

## Частична библиография
Публикувани на български:
- Сатпрем (1999) Шри Оробиндо, или авантюрата на съзнанието, изд. Хемус, и 2007 – 2 преработено издание от изд. Факел Експрес
- Сатпрем (2000) Мер, или Божественият материализъм, изд. Сарасвати
- Сатпрем (2004) Мер, или Новият вид, изд. Факел Експрес

- Сатпрем (ред.) Mother's Agenda (1982 г.)Институт за еволюционни изследвания, Париж, с Мира Алфаса, Майсор (Индия), том 13
- Сатпрем (2000 г.) Шри Оробиндо, или авантюрата на съзнанието, с Мира Алфаса, Майсор (Индия), и The Mother's Institute of Research, Ню Делхи
- Сатпрем (1982 г., 1999 г.) Съзнанието на клетките, Институт за еволюционни изследвания, Париж, с Мира Алфаса, Майсор, Индия
- Сатпрем (2002 г.) На Път към Свръхразвитието, с Мира Алфаса, и The Mother's Institute of Research, Ню Делхи
- Сатпрем (1992 г.) Еволюция II, Институт за еволюционни изследвания, Париж, с Мира Алфаса, Майсор (Индия)
- Сатпрем (1998 г.) Бунтът на Земята, Институт за еволюционни изследвания, Париж, с Мира Алфаса, Майсор (Индия)
- Сатпрем (1998) Трагедията на Земята, Институт за еволюционни изследвания, Париж, с Мира Алфаса, Майсор (Индия)
- Сатпрем (1981) Моето изгарящо сърце, Инграм, Тенеси (САЩ)